# Berliet VDA
Unter der Typenbezeichnung Berliet VDA und Berliet VDAC liefen leichte Lastkraftwagen des französischen Kraftfahrzeugherstellers Berliet in Lyon, gebaut ab 1933 bis 1938 in etlichen Varianten.

## Geschichte und Technik
Der Berliet VDA war ein leichter Hauben-LKW, der in verschiedenen Motorvarianten ab 1933 bis 1938 gebaut wurde. Der Kunde konnte zwischen einem kurzen (3,68 m) und einem langen (4,27 m) Radstand wählen. Die Spur maß einheitlich vorne 1,58 und hinten 1,65 m. Der Berliet VDA hatte grundsätzlich etwa zwei Tonnen Nutzlast. Ab Februar 1934 wurde der Typ auch mit 2,5 Tonnen Nutzlast angeboten (im Übrigen alle technischen Daten identisch mit dem Berliet VDA) und hieß in dieser Variante Berliet VDAC.

### Motorvarianten
Im Übrigen unterschieden sich die Varianten, deren technische Daten der folgenden Übersicht entnommen werden können, vor allem im jeweils verwendeten Motor (und daraus folgenden Gewichtsschwankungen):
| Typ    | Betriebserl. | Motor | Zyl. | Bohrg. | Hub | Hubr. | /min | CV    | PS    | Chassis | max. | Bem.,  |
|        | Mon./Jahr    | Typ   | Zahl | mm     | mm  | cm³   | max  | fisc. | reell | kg      | kg   | Quelle |
| ------ | ------------ | ----- | ---- | ------ | --- | ----- | ---- | ----- | ----- | ------- | ---- | ------ |
| VDA4   | 4.1933       | MDG   | 4    | 100    | 140 | 4398  | 1800 | 15    |       | 2150    | 4950 | [ 1 ]  |
| VDAC4  | 2.1934       | MDG   | 4    | 100    | 140 | 4398  | 1800 | 15    |       | 2150    | 5700 | [ 2 ]  |
| VDA6   | 8.1933       | MDF   | 4    | 110    | 150 | 5702  | 1800 | 15    |       | 2300    | 4990 | [ 3 ]  |
| VDAC6  | 2.1934       | MDF   | 4    | 110    | 150 | 5702  | 1800 | 15    |       | 2660    | 5850 | [ 4 ]  |
| VDA12  | 8.1933       | MKX15 | 4    | 80     | 130 | 2614  | 2200 | 12    |       | 1900    | 4950 | [ 5 ]  |
| VDAC12 | 2.1934       | MKX15 | 4    | 80     | 130 | 2614  | 2200 | 12    |       |         | 5600 | [ 6 ]  |
| VDA16  | 6.1933       | MKX19 | 4    | 90     | 130 | 3308  | 2200 | 16    |       | 1950    | 4950 | [ 7 ]  |
| VDAC16 | 2.1934       | MKX19 | 4    | 90     | 130 | 3308  | 2200 | 16    |       | 3400    | 5600 | [ 8 ]  |
| VDA18  |              | MKO   | 4    | 100    | 130 | 4084  | 2000 | 18    |       | 3400    |      |        |
| VDAC18 | 8.1935       | MKO   | 4    | 100    | 130 | 4084  | 2000 | 18    |       | 2040    | 5700 | [ 9 ]  |

VDA4, VDAC4, VDA6 und VDAC6 hatten Dieselmotoren, wobei die letzte Ziffer der Typenbezeichnung die ungefähre Hubraumgröße in Litern andeutet. VDA12, VDAC12, VDA16, VDAC16, VDA18 und VDAC18 hatten Ottomotoren, hier bezieht sich die Zahl am Ende der Typenbezeichnung auf die jeweiligen Steuer-CV.

### Varianten mit Holzgasmotor
Am 17. November 1934 erhielt der Berliet VDAG seine allgemeine Betriebserlaubnis. Er hatte einen Vierzylinder-Holzgas-Motor, Bohrung × Hub 100 × 140 mm, 4398 cm³ Hubraum, Gewicht des nackten Chassis ohne Aufbauten 2745 kg, maximales Gesamtgewicht 5500 kg. Sein Pendant mit 2,5 t Nutzlast, der Berliet VDACG11, folgte am 30. September 1935: Gleicher Motor, Gewicht des Chassis 2300 kg, höchstzulässiges Gesamtgewicht 5700 kg.

### Stückzahlen
Es gab von den hier behandelten Typen folgende Stückzahlen, wobei zwischen dem Zweitonner VDA und dem 2,5-Tonner VDAC in der Statistik nicht unterschieden wird:
| Typ           | 1933 | 1934 | 1935 | 1936 | 1937 | 1938 | Summe |
| ------------- | ---- | ---- | ---- | ---- | ---- | ---- | ----- |
| VDA4, VDAC4   | 44   | 41   | 69   |      |      |      | 154   |
| VDA12, VDAC12 | 55   | 4    | 17   | 6    | 1    |      | 83    |
| VDA16, VDAC16 | 192  | 470  | 327  | 7    |      |      | 996   |
| VDA18, VDAC18 |      | 1    | 14   | 55   |      |      | 70    |
| VDAG, VDACG   |      |      | 2    | 28   | 10   | 8    | 48    |

Von VDA6 und VDAC6 tauchen Stückzahlen nicht auf, offenbar blieben es Prototypen, oder sie sind in der Stückzahl der VDA4 mit enthalten. Es spricht einiges dafür, dass auch der VADG ein Prototyp blieb und alle Holzgas-Varianten vom 2,5-Tonner VADG waren.

### Originalquellen
Eine Publikation, in der alle vor 1945 gebauten Berliet-Typen individuell abgehandelt wären, gibt es nicht. Neben der unten erwähnten Literatur wurde auf folgende in der Fondation Berliet verwahrte Originalunterlagen zurückgegriffen:
- "Fiches des Mines": Es handelt sich um die Unterlagen zur Erteilung einer allgemeinen Betriebserlaubnis, hierfür ist in Frankreich der "Inspecteur des mines" sachlich zuständig. Diese Unterlagen sind chronologisch geordnet und nummeriert. Nicht zu jedem Typ bzw. Variante gibt es entsprechende Unterlagen, teils, weil sie wohl als Untervarianten eines Typs verstanden wurden, für den eine gesonderte Erlaubnis nicht erforderlich war, teils wohl, weil diese Unterlagen im Laufe der letzten 100 Jahre verlorengegangen sind. Bei Militärtypen gibt es Hinweise, dass eine Betriebserlaubnis direkt durch militärische Dienststellen erfolgte, was entsprechende "fiches des mines" überflüssig machte. Die Quellenbezeichnung lautet: "Fiches No...."
- "Etat des véhicules utilitaires et autobus declares aux mines depuis 1920", eine 15-seitige Zusammenstellung vom 1. Dezember 1941, enthält insbesondere die reservierten Chassisnummernbänder, die jedoch vielfach nicht vollständig ausgeschöpft wurden, einige Typen bzw. Varianten werden nicht erwähnt, Quellenbezeichnung lautet: "Etat S..."
- "Nombre de véhicules construits de 1930 à 1942", siebenseitige Zusammenstellung der zwischen 1930 und 1942 gebauten Stückzahlen an Nutzfahrzeugen, erstellt wohl 1943, erste Seite teilweise irreparabel verderbt, teilweise werden mehrere Typen bzw. Varianten zusammengefasst, Quellenbezeichnung lautet: "Nombre S...."

### Sonstige Literatur
- Monique Chapelle: Berliet. 1. Auflage. EMCE, Saint-Chamond 2016, ISBN 978-2-35740-049-8.
- Christophe Puvilland: Berliet 1905–1978, toute la gamme omnibus, autocars, autobus et trolleybus. 1. Auflage. histoire&collections, Paris 2008, ISBN 978-2-35250-059-9.
- François Vauvillier: Tous les Berliet militaires 1914–1940, vol.1: les camions. histoire&collections, Paris 2019, ISBN 978-2-35250-496-2.